# Mstislawski (Adelsgeschlecht)

Wappen der Mstislawski

Die Fürsten Mstislawski (russisch Мстиславский) waren ein russisches Adelsgeschlecht litauischer Herkunft (Gediminiden). Ihr Name geht auf die Stadt Mstislawl im heutigen Belarus zurück, das seit ihrem Vorfahren Lengvenis Algirdaitis vorübergehend Zentrum ihres Teilfürstentums war. Nach ihnen übernahmen die Zasławski die Herrschaft in Mstislawl. Die Mstislawskis dienten abwechselnd den polnisch-litauischen und den russischen Monarchen. Ab der ersten Hälfte des 16. Jahrhunderts am Moskauer Hof als Woiwoden und Bojaren. Der letzte Vertreter des Geschlechts Fjodor Iwanowitsch Mstislawski († 1622) war zeitgleich der Bekannteste. Während der Zeit der Wirren war er einer der angesehensten Feldherren und Staatsmänner. Nach dem Sturz des Zaren Wassili IV. Schuiski führte er den Rat der Sieben Bojaren an, einer aristokratischen Übergangsregierung, die den polnischen Königssohn Władysław Wasa auf den Zarenthron setzte.